# Лю Хен
Лю́ Хе́н (кит.: 劉恆; піньїнь: Liú Héng; 202 — 157 до н. е.) — п'ятий імператор Китаю з династії Хань. Син Лю Бана та його наложниці Бо. До сходження на трон був ретельним правителем північного регіону Дай.
Зійшов на трон після знищення роду Люй, що намагався змістити правлячу династію. Прислуховувався до чиновників-легістів Цзя Ї та Чао Цо. Сприяв розвитку сільського господарства. Скасував податки на врожай та тілесні покарання. Запровадив систему іспитів на посади для аристократії, що стала предтечею державних чиновницьких іспитів. Намагався провадити гуманну політику, яка, однак, призвела до соціальної прірви між знаттю та простолюдинами. Посмертне ім'я — Імператор Вень, храмове ім'я — Тайцзун.